# Harry Dowd
Harry Dowd (Salford, 4 de julio de 1938 - Mánchester, 7 de abril de 2015) fue un futbolista británico que jugaba en la demarcación de portero.

## Biografía
Debutó como futbolista en 1961 con el Manchester City FC a las órdenes de Les McDowall. Durante las dos primeras temporadas, jugó en primera división, hasta que en 1963 descendió de categoría tras acabar en la posición 21, solo por delante del Leyton Orient FC. Durante su estancia en segunda división, en febrero de 1964, jugando contra el Bury FC, se rompió un dedo. Incapaz de seguir como portero, Les McDowall le movió a la posición de delantero, momento en el que marcó un gol, el único de su carrera deportiva. Jugó en segunda tres temporadas, hasta que en 1966 volvió a jugar en primera división al quedar en primera posición. Con el club además se hizo con la FA Cup de 1969 tras ganarle al Leicester City FC por 1-0. Tras irse cedido durante una temporada al Stoke City FC, finalmente se fue traspasado al Oldham Athletic, donde acabó su carrera futbolística en 1974.
Falleció el 7 de abril de 2015 a los 76 años de edad.

## Clubes
| Club                | Temporada | División        | Liga     | Liga  | FA Cup   | FA Cup | League Cup | League Cup | Total    | Total |
| Club                | Temporada | División        | Partidos | Goles | Partidos | Goles  | Partidos   | Goles      | Partidos | Goles |
| ------------------- | --------- | --------------- | -------- | ----- | -------- | ------ | ---------- | ---------- | -------- | ----- |
| Manchester City     | 1961–62   | First Division  | 2        | 0     | 0        | 0      | 0          | 0          | 2        | 0     |
| Manchester City     | 1962–63   | First Division  | 27       | 0     | 3        | 0      | 4          | 0          | 34       | 0     |
| Manchester City     | 1963–64   | Second Division | 32       | 1     | 1        | 0      | 6          | 0          | 39       | 1     |
| Manchester City     | 1964–65   | Second Division | 21       | 0     | 2        | 0      | 1          | 0          | 24       | 0     |
| Manchester City     | 1965–66   | Second Division | 38       | 0     | 8        | 0      | 1          | 0          | 47       | 0     |
| Manchester City     | 1966–67   | First Division  | 25       | 0     | 1        | 0      | 2          | 0          | 28       | 0     |
| Manchester City     | 1967–68   | First Division  | 7        | 0     | 0        | 0      | 2          | 0          | 9        | 0     |
| Manchester City     | 1968–69   | First Division  | 27       | 0     | 7        | 0      | 0          | 0          | 34       | 0     |
| Manchester City     | 1969–70   | First Division  | 2        | 0     | 0        | 0      | 0          | 0          | 2        | 0     |
| Manchester City     | Total     | Total           | 181      | 1     | 22       | 0      | 16         | 0          | 219      | 1     |
| Stoke City (cedido) | 1969–70   | First Division  | 3        | 0     | 0        | 0      | 0          | 0          | 3        | 0     |
| Stoke City (cedido) | Total     | Total           | 3        | 0     | 0        | 0      | 0          | 0          | 3        | 0     |
| Oldham Athletic     | 1970–71   | Fourth Division | 24       | 0     | 0        | 0      | 0          | 0          | 24       | 0     |
| Oldham Athletic     | 1971–72   | Third Division  | 40       | 0     | 1        | 0      | 2          | 0          | 43       | 0     |
| Oldham Athletic     | 1972–73   | Third Division  | 37       | 0     | 0        | 0      | 1          | 0          | 38       | 0     |
| Oldham Athletic     | 1973–74   | Third Division  | 20       | 0     | 4        | 0      | 2          | 0          | 26       | 0     |
| Oldham Athletic     | Total     | Total           | 121      | 0     | 5        | 0      | 5          | 0          | 131      | 0     |
| Total               | Total     | Total           | 305      | 1     | 27       | 0      | 21         | 0          | 353      | 1     |

## Palmarés

### Campeonatos nacionales
| Título | Club               | País       | Año  |
| ------ | ------------------ | ---------- | ---- |
| FA Cup | Manchester City FC | Inglaterra | 1969 |